# Baiju Bhatt
Baiju Prafulkumar Bhatt (Poquoson, 1985) és un empresari i multimilionari estatunidenc d'ascendència índia. És co-fundador, juntament amb Vladimir Tenev, de Robinhood, una empresa de servicis financers amb seu als Estats Units.

## Primers anys
Baiju Prafulkumar Bhatt, fill d'immigrants indis, va créixer en Poquoson, Virginia. Va obtenir una llicenciatura en física de la Universitat Stanford, on també va completar un mestratge en matemàtiques en 2008. Ell i Tenev es van conèixer durant el temps de Bhatt a Stanford.
En 2013, Bhatt va co-fundar la plataforma comercial Robinhood ab Tenev. La idea va sorgir en presenciar els problemes en la indústria financera durant les protestes de 2011 de Occupy Wall Street.
Després d'una correguda de finançament al maig de 2018 que va augmentar la valoració de Robinhood a 6.000 milions de dolars, Baiju Bhatt i Vlad Tenev es van convertir en multimilionaris. A l'agost de 2021, Forbes va estimar el seu patrimoni net en 2.400 milions de dòlars.
Bhatt va parlar en Disrupt SF 2018 sobre inversions, on va anunciar plans per a llançar una oferta pública inicial per a Robinhood en 2019. Robinhood va sortir a la borsa l'any seguent.

## Vida personal
Bhatt està casat, té un fill i viu en Palo Alt, Califòrnia.